# Gymnostomum anoectangioides
Gymnostomum anoectangioides là một loài Rêu trong họ Pottiaceae. Loài này được (Müll. Hal.) X.J. Li mô tả khoa học đầu tiên năm 1996.